# Poum
Poum (macedónul: Поум, albánul Pohumi) település Észak-Macedóniában, a Délnyugati körzetben, Sztruga községben.

## Népesség
| Lakosok száma | 398  | 390  | 394  | 335  | 245  |      | 188  | 168  | 67   |
|               | 1948 | 1953 | 1961 | 1971 | 1981 | 1991 | 1994 | 2002 | 2021 |

2002-ben 168 lakosa volt, akik közül 164 albán és 4 egyéb.